# 山口県道115号通津周東線
山口県道115号通津周東線（やまぐちけんどう115ごう つづしゅうとうせん）は、山口県岩国市を通る一般県道である。

## 概要
岩国市通津から岩国市周東町上久原に至る。

### 路線データ
- 起点：岩国市通津（国道188号交点）
- 終点：岩国市周東町上久原（山口県道7号柳井周東線交点）

## 沿革
- 1958年（昭和33年）10月1日 - 山口県告示第644号の2により認定される。
- 1972年（昭和47年） - 山口県の県道番号再編により現行の路線番号に変更される。
- 2006年（平成18年）3月20日 - 岩国市と玖珂郡に属する町村（和木町を除く）が対等合併して改めて岩国市が設置されたことに伴い全線が岩国市域のみを通る路線になり、併せて終点の地名表記が変更される（玖珂郡周東町上久原→岩国市周東町上久原）。

## 路線状況

### 重複区間
- 国道437号（岩国市周東町祖生（そお））
- 山口県道70号柳井玖珂線（岩国市周東町祖生 - 岩国市玖珂町・瀬田工業団地入口交差点）
- 山口県道136号上久原藤生停車場線（岩国市玖珂町・瀬田工業団地入口交差点 - 岩国市周東町上久原）

### 道路施設

#### 橋梁
- 乗越橋（通津川、岩国市）
- 本呂尾橋（下本呂尾川、岩国市）
- 宗本橋（島田川、岩国市）

## 地理

### 通過する自治体
- 山口県
  - 岩国市

### 交差する道路
| 交差する道路 | 交差する場所       | 交差する場所           |
| --- | ------------------ | ---------------------- |
| 国道188号 | 通津               | 起点                   |
| 国道437号 重複区間起点                                                                                              | 周東町祖生（そお） |                        |
| 国道437号 重複区間終点                                                                                              | 周東町祖生         | 新落合橋交差点         |
| 山口県道70号柳井玖珂線 重複区間起点                                                                                 | 周東町祖生         |                        |
| 山口県道70号柳井玖珂線 重複区間終点 山口県道115号通津周東線 / バイパス 山口県道136号上久原藤生停車場線 重複区間起点 | 玖珂町             | 瀬田工業団地入口交差点 |
| 山口県道136号上久原藤生停車場線 重複区間終点                                                                        | 周東町上久原       |                        |
| 山口県道7号柳井周東線                                                                                               | 周東町上久原       | 終点                   |

### 交差する鉄道
- 山陽本線

### 沿線
- JR西日本山陽本線 通津駅
- 岩国市立通津中学校
- 岩国市立通津小学校
- 岩国センチュリーゴルフクラブ
- 岩国市立そお小学校
- 岩国市役所祖生（そお）出張所
- テクノポート周東
- 岩国市周東文化会館（パストラルホール）